# Néstor Sensini
Roberto Néstor Sensini (Arroyo Seco, 12 ottobre 1966) è un dirigente sportivo, allenatore di calcio ed ex calciatore argentino, di ruolo difensore.

## Caratteristiche tecniche
Terzino o mediano, spesso risultava vincitore nei contrasti; era inoltre bravo negli inserimenti e a volte trovava la via del gol. Durante gli anni dimostra di essere un calciatore polivalente, riuscendo a giocare in ogni ruolo sia della difesa sia del centrocampo. Calciatore principalmente difensivo, Sensini partecipava attivamente anche all'azione offensiva, giocando a centrocampo nel 3-5-2 di Nevio Scala, come terzino sinistro nella difesa a 4 di Carlo Ancelotti, come difensore centrale nel 3-4-1-2 di Malesani e come mediano e difensore centrale nel 4-4-2 di Eriksson.
Risulta più volte decisivo, in diverse partite, dove sovente si guadagna la palma di migliore in campo.

## Carriera

### Giocatore

Il capitano parmigiano Sensini solleva la Coppa Italia 1998-1999

Da sinistra: i laziali Salas, Sensini, Simeone e Verón posano con la Coppa Italia 1999-2000

#### Club

Sensini al Parma nella stagione 1994-1995

Figlio di immigrati italiani di origini marchigiane, Sensini inizia a giocare a 20 anni nella squadra del Newell's Old Boys dove fino al 1989 vince un campionato argentino e raggiunge una finale di Copa Libertadores, poi persa contro il Nacional. Soprannominato Boquita , dopo aver totalizzato 74 partite e 2 gol nel 1989 si trasferisce in Italia per giocare con la maglia dell'Udinese, dove in quattro stagioni totalizza 138 partite e segna 9 reti, divenendo presto uno dei leader della squadra.
L'esordio in Serie A arriva il 27 agosto 1989 alla prima giornata in Udinese-Roma 1-1 e circa 20 giorni dopo, il 17 settembre 1989, segna anche il suo primo gol in Udinese-Sampdoria 3-3. Si rende protagonista dello spareggio salvezza della stagione 1992-1993 giocato a Bologna contro il Brescia: incaricato di marcare Gheorghe Hagi, Sensini riesce ad annullarlo, contribuendo alla vittoria dell'Udinese per 3-1.
Nell'autunno 1993 passa al Parma per 7 miliardi di lire più il cartellino di Fausto Pizzi, per sostituire l'infortunato Georges Grün, al quale è subito paragonato per qualità tecniche e tattiche. Nella sua prima stagione in gialloblu sigla due reti, una delle quali decisiva per la conquista della Supercoppa Europea ai danni del Milan.
Nell'autunno 1997, salta qualche incontro a causa di una contrattura. Con l'arrivo di Alberto Malesani alla guida del Parma, Sensini si vede tolto il posto da titolare, decidendo di trasferirsi alla Lazio nel giugno 1999, in cambio di 8 miliardi di lire e firmando un triennale da 2 miliardi a stagione, fortemente voluto da Sven-Göran Eriksson. Termina la sua esperienza nella squadra ducale con 156 partite e 12 marcature realizzate, e dopo la vittoria di una Coppa Italia (1999) e di due Coppe UEFA (1995 e 1999).
Alla sua prima stagione con la maglia della Lazio, Sensini si ferma per un mese durante il precampionato a causa di uno stiramento. Dopo aver collezionato 24 presenze e 1 gol in campionato, vincendo il suo primo ed unico scudetto, la Coppa Italia e la Supercoppa italiana, nell'ottobre 2000 è scambiato con Dino Baggio, ritornando a Parma, dove ritrova Malesani. Resta al Parma per un anno e mezzo, contando nel complesso 35 presenze in campionato con una marcatura ed arricchendo il suo palmarès personale con la conquista della Coppa Italia nel 2002.
Nell'estate dello stesso anno lascia la società ducale dopo aver totalizzato 271 presenze e 19 gol e si trasferisce nuovamente all'Udinese, tornando nella squadra che lo aveva fatto esordire in Serie A dopo nove anni. Nel marzo 2004 subisce una distorsione alla caviglia, restando fermo per quasi due mesi e subendo anche un intervento chirurgico nel maggio successivo. A fine stagione rinnova fino a giugno 2006, accettando una lieve diminuzione dell'ingaggio. Dopo cinque mesi lontano di campi di gioco, Sensini subisce un ulteriore infortunio in allenamento nell'ottobre 2004, questa volta alla spalla.
Ritiratosi nel gennaio 2006, termina la sua esperienza calcistica giocando 91 partite e segnando 7 reti nelle sue ultime quattro stagioni a Udine. Disputa la sua ultima partita in A il 22 gennaio 2006 contro la Roma, all'età di 39 anni e 102 giorni, fatto che lo rese il più vecchio calciatore straniero ad aver disputato un incontro in Serie A (questo record è stato successivamente battuto dal connazionale Javier Zanetti, il 26 novembre 2012) nonché il giocatore più anziano schierato dai bianconeri friulani, dei quali è anche il più vecchio giocatore ad essere andato in gol (primato realizzato l'8 gennaio 2006 contro il Cagliari).
Complessivamente Sensini giocò con le squadre di club 660 incontri segnando 39 reti.

#### Nazionale
Con la Nazionale argentina esordì nel dicembre 1987 in occasione di una amichevole contro la Germania Ovest. Dopo aver preso parte per intero alla Copa América 1989, guadagnandosi il posto da titolare, viene convocato dal C.T. Bilardo ai Mondiali del 1990, esordendo nella partita inaugurale persa contro il Camerun. Prende parte alla finale del torneo, nella quale è l'autore del fallo su Völler che causa il contestato rigore decisivo del match. In maglia albiceleste partecipò ad altri due mondiali (USA 1994 e Francia 1998) e ai Giochi olimpici del 1996. Capitanò la Seleccìon dal 1998 al 2001 nella prima parte della gestione Bielsa. Uno strappo muscolare gli fece saltare il Mondiale del 2002. Era inoltre presente anche alla rassegna del 1986 in Messico, convocato nella "Renato Cesarini", una rappresentativa giovanile usata come sparring partner per la Nazionale argentina.

### Allenatore e dirigente
L'11 febbraio 2006, la famiglia Pozzo annuncia Sensini come nuovo allenatore dell'Udinese affiancato da Loris Dominissini al posto dell'esonerato Serse Cosmi, e il calciatore sceglie di ritirarsi definitivamente dal calcio giocato. Sensini esordisce con una vittoria in Coppa UEFA, per 3-0 sul Lens, ma il 20 marzo seguente, annuncia le dimissioni dall'incarico.
Nel dicembre 2007 firma per l'Estudiantes, raggiungendo il terzo posto nel Torneo di Clausura 2008. A seguito dei cattivi risultati ottenuti nell'avvio dell'Apertura 2008 - 5 punti nelle prime 6 partite -, il 18 settembre 2008 rassegna le dimissioni dall'incarico. Dal 2009 fino all'11 aprile 2011 è stato allenatore del Newell's Old Boys. Sensini ha dato le dimissioni in seguito alla sconfitta per 2-0 rimediata contro il Vélez Sarsfield. Al suo posto è stato ingaggiato Javier Torrente, ex assistente di Bielsa in nazionale, per far risalire la squadra che si trova ultima in classifica dopo 10 giornate.
Il 21 febbraio 2012 diviene allenatore del Colón in sostituzione del dimissionario Mario Sciacqua: la chiamata di Sensini è stata fatta per volere di Gabriel Omar Batistuta, segretario tecnico del club. Il 17 marzo 2013 dopo solo quattro partite decide di rassegnare le dimissioni, lasciando così la guida della formazione rossonera. Torna in panchina nel giugno 2014, quando viene chiamato alla guida dell'Atlético Rafaela;
Nel giugno 2015 è nominato direttore generale del Newell's Old Boys, ruolo che ha ricoperto fino a maggio 2019. Il 20 dicembre del 2020, a cinque anni dal suo ultimo incarico da allenatore, gli viene affidata la panchina dell'Everton de Viña del Mar, compagine militante nella Primera División cilena.

## Statistiche

### Presenze e reti nei club
Statistiche aggiornate al 23 gennaio 2006.
| Stagione                 | Squadra                  | Campionato               | Campionato | Campionato | Coppe nazionali | Coppe nazionali | Coppe nazionali | Coppe continentali | Coppe continentali | Coppe continentali | Altre coppe | Altre coppe | Altre coppe | Totale | Totale |
| Stagione                 | Squadra                  | Comp                     | Pres       | Reti       | Comp            | Pres            | Reti            | Comp               | Pres               | Reti               | Comp        | Pres        | Reti        | Pres   | Reti   |
| ------------------------ | ------------------------ | ------------------------ | ---------- | ---------- | --------------- | --------------- | --------------- | ------------------ | ------------------ | ------------------ | ----------- | ----------- | ----------- | ------ | ------ |
| 1986-1987                | Newell's Old Boys        | PD                       | 10         | 0          | -               | -               | -               | -                  | -                  | -                  | -           | -           | -           | 10     | 0      |
| 1987-1988                | Newell's Old Boys        | PD                       | 38         | 2          | -               | -               | -               | -                  | -                  | -                  | -           | -           | -           | 38     | 2      |
| 1988-1989                | Newell's Old Boys        | PD                       | 26         | 0          | -               | -               | -               | CL                 | 15                 | 0                  | -           | -           | -           | 41     | 0      |
| Totale Newell's Old Boys | Totale Newell's Old Boys | Totale Newell's Old Boys | 74         | 2          |                 | -               | -               |                    | 15                 | 0                  |             | -           | -           | 89     | 2      |
| 1989-1990                | Udinese                  | A                        | 33         | 2          | CI              | 1               | 0               | -                  | -                  | -                  | -           | -           | -           | 34     | 2      |
| 1990-1991                | Udinese                  | B                        | 36         | 4          | CI              | -               | -               | -                  | -                  | -                  | -           | -           | -           | 36     | 4      |
| 1991-1992                | Udinese                  | B                        | 36         | 2          | CI              | 4               | 0               | -                  | -                  | -                  | -           | -           | -           | 40     | 2      |
| 1992-1993                | Udinese                  | A                        | 33+1       | 1          | CI              | 2               | 0               | -                  | -                  | -                  | -           | -           | -           | 36     | 1      |
| ago.-nov. 1993           | Udinese                  | A                        | 11         | 0          | CI              | 3               | 0               | -                  | -                  | -                  | -           | -           | -           | 13     | 0      |
| 1993-1994                | Parma                    | A                        | 20         | 0          | CI              | 6               | 0               | CdC                | 5                  | 1                  | SU          | 2           | 1           | 33     | 2      |
| 1994-1995                | Parma                    | A                        | 24         | 2          | CI              | 8               | 1               | CU                 | 10                 | 0                  | -           | -           | -           | 42     | 3      |
| 1995-1996                | Parma                    | A                        | 31         | 2          | CI              | 1               | 0               | CdC                | 6                  | 0                  | -           | -           | -           | 38     | 2      |
| 1996-1997                | Parma                    | A                        | 31         | 1          | CI              | -               | -               | CU                 | 2                  | 0                  | -           | -           | -           | 33     | 1      |
| 1997-1998                | Parma                    | A                        | 24         | 5          | CI              | 3               | 0               | UCL                | 6                  | 3                  | -           | -           | -           | 33     | 8      |
| 1998-1999                | Parma                    | A                        | 26         | 1          | CI              | 8               | 0               | CU                 | 10                 | 0                  | -           | -           | -           | 44     | 1      |
| 1999-2000                | Lazio                    | A                        | 23         | 1          | CI              | 2               | 0               | UCL                | 7                  | 0                  | -           | -           | -           | 32     | 1      |
| set.-nov. 2000           | Lazio                    | A                        | 1          | 0          | CI              | 2               | 1               | UCL                | 3                  | 0                  | SI          | 1           | 0           | 7      | 1      |
| Totale Lazio             | Totale Lazio             | Totale Lazio             | 24         | 1          |                 | 4               | 1               |                    | 10                 | 0                  |             | 1           | 0           | 39     | 2      |
| 2000-2001                | Parma                    | A                        | 19         | 0          | CI              | 4               | 0               | -                  | -                  | -                  | -           | -           | -           | 23     | 0      |
| 2001-2002                | Parma                    | A                        | 16         | 1          | CI              | 3               | 0               | UCL+CU             | 2+4                | 1+0                | -           | -           | -           | 25     | 2      |
| Totale Parma             | Totale Parma             | Totale Parma             | 191        | 12         |                 | 33              | 1               |                    | 45                 | 5                  |             | 2           | 1           | 271    | 19     |
| 2002-2003                | Udinese                  | A                        | 31         | 3          | CI              | 1               | 0               | -                  | -                  | -                  | -           | -           | -           | 32     | 3      |
| 2003-2004                | Udinese                  | A                        | 25         | 2          | CI              | -               | -               | CU                 | 1                  | 0                  | -           | -           | -           | 26     | 2      |
| 2004-2005                | Udinese                  | A                        | 21         | 1          | CI              | 3               | 0               | CU                 | 0                  | 0                  | -           | -           | -           | 24     | 1      |
| 2005-2006                | Udinese                  | A                        | 14         | 1          | CI              | -               | -               | UCL                | 5                  | 0                  | -           | -           | -           | 19     | 1      |
| Totale Udinese           | Totale Udinese           | Totale Udinese           | 241        | 16         |                 | 14              | 0               |                    | 6                  | 0                  |             | -           | -           | 261    | 16     |
| Totale carriera          | Totale carriera          | Totale carriera          | 530        | 31         |                 | 51              | 2               |                    | 76                 | 5                  |             | 3           | 1           | 660    | 39     |

### Cronologia presenze e reti in nazionale
| Cronologia completa delle presenze e delle reti in nazionale ― Argentina | Cronologia completa delle presenze e delle reti in nazionale ― Argentina | Cronologia completa delle presenze e delle reti in nazionale ― Argentina | Cronologia completa delle presenze e delle reti in nazionale ― Argentina | Cronologia completa delle presenze e delle reti in nazionale ― Argentina | Cronologia completa delle presenze e delle reti in nazionale ― Argentina | Cronologia completa delle presenze e delle reti in nazionale ― Argentina | Cronologia completa delle presenze e delle reti in nazionale ― Argentina |
| Data                                                                     | Città                                                                    | In casa                                                                  | Risultato                                                                | Ospiti                                                                   | Competizione                                                             | Reti                                                                     | Note                                                                     |
| ------------------------------------------------------------------------ | ------------------------------------------------------------------------ | ------------------------------------------------------------------------ | ------------------------------------------------------------------------ | ------------------------------------------------------------------------ | ------------------------------------------------------------------------ | ------------------------------------------------------------------------ | ------------------------------------------------------------------------ |
| 16-12-1987                                                               | Buenos Aires                                                             | Argentina                                                                | 1 – 0                                                                    | Germania Ovest                                                           | Amichevole                                                               | -                                                                        |                                                                          |
| 31-3-1988                                                                | Berlino                                                                  | Unione Sovietica                                                         | 4 – 2                                                                    | Argentina                                                                | Torneo 4 Nazioni                                                         | -                                                                        |                                                                          |
| 2-4-1988                                                                 | Berlino                                                                  | Germania Ovest                                                           | 1 – 0                                                                    | Argentina                                                                | Torneo 4 Nazioni                                                         | -                                                                        | 73’                                                                      |
| 13-4-1989                                                                | Guayaquil                                                                | Ecuador                                                                  | 2 – 2                                                                    | Argentina                                                                | Amichevole                                                               | -                                                                        |                                                                          |
| 20-4-1989                                                                | Santiago del Cile                                                        | Cile                                                                     | 1 – 1                                                                    | Argentina                                                                | Amichevole                                                               | -                                                                        |                                                                          |
| 2-7-1989                                                                 | Goiânia                                                                  | Argentina                                                                | 1 – 0                                                                    | Cile                                                                     | Coppa America 1989 - 1º turno                                            | -                                                                        |                                                                          |
| 4-7-1989                                                                 | Goiânia                                                                  | Argentina                                                                | 0 – 0                                                                    | Ecuador                                                                  | Coppa America 1989 - 1º turno                                            | -                                                                        |                                                                          |
| 8-7-1989                                                                 | Goiânia                                                                  | Argentina                                                                | 1 – 0                                                                    | Uruguay                                                                  | Coppa America 1989 - 1º turno                                            | -                                                                        |                                                                          |
| 10-7-1989                                                                | Goiânia                                                                  | Argentina                                                                | 0 – 0                                                                    | Bolivia                                                                  | Coppa America 1989 - 1º turno                                            | -                                                                        | 64’                                                                      |
| 12-7-1989                                                                | Rio de Janeiro                                                           | Brasile                                                                  | 2 – 0                                                                    | Argentina                                                                | Coppa America 1989 - Girone finale                                       | -                                                                        |                                                                          |
| 14-7-1989                                                                | Rio de Janeiro                                                           | Argentina                                                                | 0 – 2                                                                    | Uruguay                                                                  | Coppa America 1989 - Girone finale                                       | -                                                                        |                                                                          |
| 16-7-1989                                                                | Rio de Janeiro                                                           | Argentina                                                                | 0 – 0                                                                    | Paraguay                                                                 | Coppa America 1989 - Girone finale                                       | -                                                                        |                                                                          |
| 28-3-1990                                                                | Glasgow                                                                  | Scozia                                                                   | 1 – 0                                                                    | Argentina                                                                | Amichevole                                                               | -                                                                        |                                                                          |
| 3-5-1990                                                                 | Vienna                                                                   | Austria                                                                  | 1 – 1                                                                    | Argentina                                                                | Amichevole                                                               | -                                                                        |                                                                          |
| 8-5-1990                                                                 | Berna                                                                    | Svizzera                                                                 | 1 – 1                                                                    | Argentina                                                                | Amichevole                                                               | -                                                                        | 56’                                                                      |
| 22-5-1990                                                                | Tel Aviv                                                                 | Israele                                                                  | 1 – 2                                                                    | Argentina                                                                | Amichevole                                                               | -                                                                        | 88’                                                                      |
| 8-6-1990                                                                 | Milano                                                                   | Argentina                                                                | 0 – 1                                                                    | Camerun                                                                  | Mondiali 1990 - 1º turno                                                 | -                                                                        | 27’ 46’                                                                  |
| 8-7-1990                                                                 | Roma                                                                     | Germania Ovest                                                           | 1 – 0                                                                    | Argentina                                                                | Mondiali 1990 - Finale                                                   | -                                                                        |                                                                          |
| 18-5-1994                                                                | Santiago del Cile                                                        | Cile                                                                     | 3 – 3                                                                    | Argentina                                                                | Amichevole                                                               | -                                                                        |                                                                          |
| 25-5-1994                                                                | Guayaquil                                                                | Ecuador                                                                  | 1 – 0                                                                    | Argentina                                                                | Amichevole                                                               | -                                                                        |                                                                          |
| 31-5-1994                                                                | Tel Aviv                                                                 | Israele                                                                  | 0 – 3                                                                    | Argentina                                                                | Amichevole                                                               | -                                                                        |                                                                          |
| 4-6-1994                                                                 | Zagabria                                                                 | Croazia                                                                  | 0 – 0                                                                    | Argentina                                                                | Amichevole                                                               | -                                                                        |                                                                          |
| 21-6-1994                                                                | Boston                                                                   | Argentina                                                                | 4 – 0                                                                    | Grecia                                                                   | Mondiali 1994 - 1º turno                                                 | -                                                                        |                                                                          |
| 25-6-1994                                                                | Boston                                                                   | Argentina                                                                | 2 – 1                                                                    | Nigeria                                                                  | Mondiali 1994 - 1º turno                                                 | -                                                                        | 86’                                                                      |
| 3-7-1994                                                                 | Pasadena                                                                 | Romania                                                                  | 3 – 2                                                                    | Argentina                                                                | Mondiali 1994 - Ottavi di finale                                         | -                                                                        | 62’                                                                      |
| 21-12-1995                                                               | Mendoza                                                                  | Argentina                                                                | 6 – 0                                                                    | Venezuela                                                                | Amichevole                                                               | -                                                                        |                                                                          |
| 24-4-1996                                                                | Buenos Aires                                                             | Argentina                                                                | 3 – 1                                                                    | Bolivia                                                                  | Qual. Mondiali 1998                                                      | -                                                                        |                                                                          |
| 2-6-1996                                                                 | Quito                                                                    | Ecuador                                                                  | 2 – 0                                                                    | Argentina                                                                | Qual. Mondiali 1998                                                      | -                                                                        |                                                                          |
| 7-7-1996                                                                 | Lima                                                                     | Perù                                                                     | 0 – 0                                                                    | Argentina                                                                | Qual. Mondiali 1998                                                      | -                                                                        |                                                                          |
| 12-1-1997                                                                | Montevideo                                                               | Uruguay                                                                  | 0 – 0                                                                    | Argentina                                                                | Qual. Mondiali 1998                                                      | -                                                                        |                                                                          |
| 12-2-1997                                                                | Barranquilla                                                             | Colombia                                                                 | 1 – 0                                                                    | Argentina                                                                | Qual. Mondiali 1998                                                      | -                                                                        |                                                                          |
| 2-4-1997                                                                 | La Paz                                                                   | Bolivia                                                                  | 2 – 1                                                                    | Argentina                                                                | Qual. Mondiali 1998                                                      | -                                                                        | 88’                                                                      |
| 8-6-1997                                                                 | Buenos Aires                                                             | Argentina                                                                | 2 – 0                                                                    | Perù                                                                     | Qual. Mondiali 1998                                                      | -                                                                        |                                                                          |
| 6-7-1997                                                                 | Asunción                                                                 | Paraguay                                                                 | 2 – 1                                                                    | Argentina                                                                | Qual. Mondiali 1998                                                      | -                                                                        |                                                                          |
| 20-7-1997                                                                | Buenos Aires                                                             | Argentina                                                                | 2 – 0                                                                    | Venezuela                                                                | Qual. Mondiali 1998                                                      | -                                                                        |                                                                          |
| 10-9-1997                                                                | Santiago del Cile                                                        | Cile                                                                     | 2 – 1                                                                    | Argentina                                                                | Qual. Mondiali 1998                                                      | -                                                                        |                                                                          |
| 12-10-1997                                                               | Buenos Aires                                                             | Argentina                                                                | 0 – 0                                                                    | Uruguay                                                                  | Qual. Mondiali 1998                                                      | -                                                                        |                                                                          |
| 16-11-1997                                                               | Buenos Aires                                                             | Argentina                                                                | 1 – 1                                                                    | Colombia                                                                 | Qual. Mondiali 1998                                                      | -                                                                        |                                                                          |
| 15-4-1998                                                                | Gerusalemme                                                              | Israele                                                                  | 2 – 1                                                                    | Argentina                                                                | Amichevole                                                               | -                                                                        |                                                                          |
| 22-4-1998                                                                | Dublino                                                                  | Irlanda                                                                  | 0 – 2                                                                    | Argentina                                                                | Amichevole                                                               | -                                                                        |                                                                          |
| 29-4-1998                                                                | Rio de Janeiro                                                           | Brasile                                                                  | 0 – 1                                                                    | Argentina                                                                | Amichevole                                                               | -                                                                        |                                                                          |
| 14-5-1998                                                                | Córdoba                                                                  | Argentina                                                                | 5 – 0                                                                    | Bosnia ed Erzegovina                                                     | Amichevole                                                               | -                                                                        |                                                                          |
| 19-5-1998                                                                | Mendoza                                                                  | Argentina                                                                | 1 – 0                                                                    | Cile                                                                     | Amichevole                                                               | -                                                                        |                                                                          |
| 25-5-1998                                                                | Buenos Aires                                                             | Argentina                                                                | 2 – 0                                                                    | Sudafrica                                                                | Amichevole                                                               | -                                                                        |                                                                          |
| 14-6-1998                                                                | Tolosa                                                                   | Argentina                                                                | 1 – 0                                                                    | Giappone                                                                 | Mondiali 1998 - 1º turno                                                 | -                                                                        | 72’                                                                      |
| 21-6-1998                                                                | Parigi                                                                   | Argentina                                                                | 5 – 0                                                                    | Giamaica                                                                 | Mondiali 1998 - 1º turno                                                 | -                                                                        | 25’                                                                      |
| 4-7-1998                                                                 | Marsiglia                                                                | Paesi Bassi                                                              | 2 – 1                                                                    | Argentina                                                                | Mondiali 1998 - Quarti di finale                                         | -                                                                        | 60’                                                                      |
| 31-3-1999                                                                | Amsterdam                                                                | Paesi Bassi                                                              | 1 – 1                                                                    | Argentina                                                                | Amichevole                                                               | -                                                                        | Cap. 45’                                                                 |
| 13-10-1999                                                               | Córdoba                                                                  | Argentina                                                                | 2 – 1                                                                    | Colombia                                                                 | Amichevole                                                               | -                                                                        | Cap.                                                                     |
| 17-11-1999                                                               | Siviglia                                                                 | Spagna                                                                   | 0 – 2                                                                    | Argentina                                                                | Amichevole                                                               | -                                                                        | Cap.                                                                     |
| 23-2-2000                                                                | Londra                                                                   | Inghilterra                                                              | 0 – 0                                                                    | Argentina                                                                | Amichevole                                                               | -                                                                        | Cap. 34’                                                                 |
| 29-3-2000                                                                | Buenos Aires                                                             | Argentina                                                                | 4 – 1                                                                    | Cile                                                                     | Qual. Mondiali 2002                                                      | -                                                                        | 84’                                                                      |
| 26-4-2000                                                                | Maracaibo                                                                | Venezuela                                                                | 0 – 4                                                                    | Argentina                                                                | Qual. Mondiali 2002                                                      | -                                                                        | Cap.                                                                     |
| 4-6-2000                                                                 | Buenos Aires                                                             | Argentina                                                                | 1 – 0                                                                    | Bolivia                                                                  | Qual. Mondiali 2002                                                      | -                                                                        | Cap.                                                                     |
| 29-6-2000                                                                | Bogotà                                                                   | Colombia                                                                 | 1 – 3                                                                    | Argentina                                                                | Qual. Mondiali 2002                                                      | -                                                                        | Cap. 10’ 69’                                                             |
| 19-7-2000                                                                | Buenos Aires                                                             | Argentina                                                                | 2 – 0                                                                    | Ecuador                                                                  | Qual. Mondiali 2002                                                      | -                                                                        | Cap.                                                                     |
| 26-7-2000                                                                | San Paolo                                                                | Brasile                                                                  | 3 – 1                                                                    | Argentina                                                                | Qual. Mondiali 2002                                                      | -                                                                        | Cap.                                                                     |
| 16-8-2000                                                                | Buenos Aires                                                             | Argentina                                                                | 1 – 1                                                                    | Paraguay                                                                 | Qual. Mondiali 2002                                                      | -                                                                        | Cap.                                                                     |
| 3-9-2000                                                                 | Lima                                                                     | Perù                                                                     | 1 – 2                                                                    | Argentina                                                                | Qual. Mondiali 2002                                                      | -                                                                        | Cap.                                                                     |
| Totale                                                                   |                                                                          | Presenze                                                                 | 59                                                                       |                                                                          | Reti                                                                     | -                                                                        |                                                                          |

### Statistiche da allenatore
Statistiche aggiornate al 6 aprile 2015.
| Stagione                 | Squadra                  | Campionato               | Campionato | Campionato | Campionato | Campionato | Coppe nazionali | Coppe nazionali | Coppe nazionali | Coppe nazionali | Coppe nazionali | Coppe continentali | Coppe continentali | Coppe continentali | Coppe continentali | Coppe continentali | Altre coppe | Altre coppe | Altre coppe | Altre coppe | Altre coppe | Totale | Totale | Totale | Totale | % Vittorie |
| Stagione                 | Squadra                  | Comp                     | G          | V          | N          | P          | Comp            | G               | V               | N               | P               | Comp               | G                  | V                  | N                  | P                  | Comp        | G           | V           | N           | P           | G      | V      | N      | P      | %          |
| ------------------------ | ------------------------ | ------------------------ | ---------- | ---------- | ---------- | ---------- | --------------- | --------------- | --------------- | --------------- | --------------- | ------------------ | ------------------ | ------------------ | ------------------ | ------------------ | ----------- | ----------- | ----------- | ----------- | ----------- | ------ | ------ | ------ | ------ | ---------- |
| feb.-mar. 2006           | Udinese                  | A                        | 6          | 0          | 2          | 4          | CI              | -               | -               | -               | -               | CU                 | 3                  | 1                  | 0                  | 2                  | -           | -           | -           | -           | -           | 9      | 1      | 2      | 7      | 11,11      |
| dic. 2007-2008           | Estudiantes (LP)         | PD                       | 20         | 12         | 6          | 2          | -               | -               | -               | -               | -               | -                  | -                  | -                  | -                  | -                  | -           | -           | -           | -           | -           | 20     | 12     | 6      | 2      | 60,00      |
| lug.-set.2008            | Estudiantes (LP)         | PD                       | 6          | 1          | 2          | 3          | -               | -               | -               | -               | -               | CS                 | 2                  | 1                  | -                  | 1                  | -           | -           | -           | -           | -           | 8      | 2      | 2      | 4      | 25,00      |
| Totale Estudiantes       | Totale Estudiantes       | Totale Estudiantes       | 26         | 13         | 8          | 5          |                 | -               | -               | -               | -               |                    | 2                  | 1                  | -                  | 1                  |             | -           | -           | -           | -           | 28     | 14     | 8      | 6      | 50,00      |
| 2009-2010                | Newell's Old Boys        | PD                       | 38         | 20         | 9          | 9          | -               | -               | -               | -               | -               | -                  | -                  | -                  | -                  | -                  | -           | -           | -           | -           | -           | 38     | 20     | 9      | 9      | 52,63      |
| 2010-apr. 2011           | Newell's Old Boys        | PD                       | 28         | 7          | 10         | 11         | -               | -               | -               | -               | -               | CS                 | 6                  | 2                  | 2                  | 2                  | -           | -           | -           | -           | -           | 34     | 9      | 12     | 13     | 26,47      |
| Totale Newell's Old Boys | Totale Newell's Old Boys | Totale Newell's Old Boys | 66         | 27         | 19         | 20         |                 | -               | -               | -               | -               |                    | 6                  | 2                  | 2                  | 2                  |             | -           | -           | -           | -           | 72     | 29     | 21     | 23     | 40,28      |
| feb.-mar. 2013           | Colón (SF)               | PD                       | 4          | 0          | 1          | 3          | CA              | -               | -               | -               | -               | -                  | -                  | -                  | -                  | -                  | -           | -           | -           | -           | -           | 4      | 0      | 1      | 3      | &0,00      |
| 2014-apr. 2015           | Atlético Rafaela         | PD 2014+PD 2015          | 27         | 7          | 8          | 12         | CA              | -               | -               | -               | -               | -                  | -                  | -                  | -                  | -                  | -           | -           | -           | -           | -           | 27     | 7      | 8      | 12     | 25,93      |
| Totale carriera          | Totale carriera          | Totale carriera          | 129        | 47         | 38         | 44         |                 | -               | -               | -               | -               |                    | 11                 | 4                  | 2                  | 5                  |             | -           | -           | -           | -           | 140    | 51     | 40     | 49     | 36,43      |

## Palmarès

### Giocatore

#### Club

##### Competizioni nazionali
- Campionato argentino: 1

Newell's Old Boys: 1987-1988
- Coppa Italia: 3

Parma: 1998-1999, 2001-2002
Lazio: 1999-2000
- Campionato italiano: 1

Lazio: 1999-2000
- Supercoppa italiana: 1

Lazio: 2000

##### Competizioni internazionali
- Supercoppa UEFA: 2

Parma: 1993
Lazio: 1999
- Coppa UEFA: 2

Parma: 1994-1995, 1998-1999

#### Nazionale
- Argento olimpico: 1

Atlanta 1996